# Ленаухајм
Ленаухајм (рум. Lenauheim) насеље је у Румунији у округу Тимиш у општини Ленаухајм. Oпштина се налази на надморској висини од 86 m.

## Прошлост
По "Румунској енциклопедији" место се помиње 1332. године. То је било село Чатад, које је 1494. године опустело, постао предија. Данашње место са германизованим називом је колонизовано Немцима 1767. године. Стигли су католици из Лотарингије, Луксенбурга, Мајнца и Баварске. Повереник Хилдебранд је дао новом насељу стари назив. Како је у Чатаду 1802. године рођен песник Николаус Ленау, по њему је за време комунистичког периода, промењено име у данашњи назив.
Аустријски царски ревизор Ерлер је 1774. године констатовао да место "Чадат" припада Барачком округу, Темишварског дистрикта. Село има подуправни подуред, поштанску станицу, римокатоличку цркву а становништво је било претежно немачко.

## Становништво
Према подацима из 2012. године у насељу је живело 5605 становника.

### Попис2002.
| Расподела становништва по националности 2002.‍ | Расподела становништва по националности 2002.‍ | Расподела становништва по националности 2002.‍ | Расподела становништва по националности 2002.‍ | Расподела становништва по националности 2002.‍ |
| --------------------------------------------- | --------------------------------------------- | --------------------------------------------- | --------------------------------------------- | --------------------------------------------- |
|                                               |                                               |                                               |                                               |                                               |
| Румуни                                        | Румуни                                        |                                               | 4.617                                         | 81,4%                                         |
| Мађари                                        | Мађари                                        |                                               | 99                                            | 1,7%                                          |
| Роми                                          | Роми                                          |                                               | 727                                           | 12,8%                                         |
| Украјинци                                     | Украјинци                                     |                                               | 21                                            | 0,4%                                          |
| Немци                                         | Немци                                         |                                               | 193                                           | 3,4%                                          |
| Руси                                          | Руси                                          |                                               | 4                                             | 0,1%                                          |
| Срби                                          | Срби                                          |                                               | 8                                             | 0,1%                                          |
| Словаци                                       | Словаци                                       |                                               | 5                                             | 0,1%                                          |